# Japan Asia Airways
Japan Asia Airways (Japans: 日本アジア航空株式会社, Nihon Ajia Kōkū Kabushiki-gaisha) was een dochteronderneming van Japan Airlines International, die tussen 1975 en 2008 actief was. Japan Asia Airways had haar hoofdkantoor in het Japan Airline-gebouw in Shinagawa (Tokio).

## Geschiedenis
Japan Asia Airways werd opgericht in 1975 door Japan Airlines International voor de uitvoering van vluchten naar Taiwan. In 2004 werd het een volledige dochter van Japan Airlines System. In 2008 ging Japan Asia Airways volledig op in Japan Airlines International.

## Vloot
De vloot van Japan Asia Airways bestaat uit:(oktober 2007)
- 1 Boeing B-747-300
- 2 Boeing B-767-300

Tevens worden vliegtuigen van Japan Airlines International ingehuurd.